# Rhopalomenia aglaopheniae
Rhopalomenia aglaopheniae är en blötdjursart som först beskrevs av Alexander Onufrievitch Kowalevsky och Marion 1887.  Rhopalomenia aglaopheniae ingår i släktet Rhopalomenia och familjen Rhopalomeniidae. Inga underarter finns listade i Catalogue of Life.